# 루이스 바르부
루이스 바르보(스페인어: Luis Barboo, 1927년 3월 20일~2001년 9월 30일)는 스페인의 배우, 영화배우, 텔레비전 배우이다.
비고에서 태어났으며 마드리드에서 사망하였다.

## 영화
- 혈과 사(1989년)
- 나는 삐까리(1988년)
- 복수의 총탄(1987년)
- 마데라 의과 대학(1985년)
- 늑대인간의 밤(1981년)
- 몬스터 아일랜드(1981년)
- 코난 - 바바리안(1981년) - 레드 헤어 역
- 몬타나의 황금요새(1976년)
- 웨어 타임 비갠(1976년)
- 바람과 라이온(1975년)
- 에로틱 킬(1973년)
- 산송장 속의 처녀(1973년)
- 하브라 무디타(1973년)
- 돌아온 명사수 키트(1973년)
- 드라큐라 대 프랑켄슈타인(1972년)
- 서부의 여걸 한니(1971년)
- 슈가 콜트(1966년)
- 빅 건다운(1966년)